# Neotama obatala
Neotama obatala är en spindelart som beskrevs av Cristina A. Rheims och Antonio D. Brescovit 2004. Neotama obatala ingår i släktet Neotama och familjen Hersiliidae. Inga underarter finns listade i Catalogue of Life.